# نادين مارشال
نادين مارشال (بالإنجليزية: Nadine Marshall)‏ هي ممثلة بريطانية، ولدت في 1972م.

## ترشيحات
- British Academy Television Award for Best Actress [الإنجليزية]‏ (2012)

## وصلات خارجية
- نادين مارشال على موقع IMDb (الإنجليزية)
- نادين مارشال على موقع قاعدة بيانات الفيلم (الإنجليزية)